# Brad Friedel
Pour les articles homonymes, voir Friedel.
Brad Friedel, né le 18 mai 1971 à Lakewood (Ohio), est un joueur international américain de soccer qui évolue au poste de gardien de but de 1994 à 2015. Il prend sa retraite sportive en juin 2015, à l'âge de 44 ans avant de se reconvertir en entraîneur.

## Biographie

### Carrière de joueur
Sa carrière s'est principalement déroulée en Angleterre (450 matches en Premier league et 583 en tout depuis 1997), à Newcastle United, Liverpool FC et Blackburn Rovers, mais il a connu trois intermèdes, un au Danemark à Brøndby IF, un autre en Turquie au Galatasaray SK et un dernier dans son pays d'origine, les États-Unis, au Columbus Crew.
Depuis le 30 novembre 2008 (à 37 ans et 196 jours), il détient le record de matches d'affilée en Premier League (310).
En 2012, Brad Friedel est mis en concurrence avec un autre gardien, Hugo Lloris arrivé de l'Olympique lyonnais.
Le 22 mai 2011, il devient le plus vieux joueur de l'histoire d'Aston Villa à 40 ans et 4 jours. À 41 ans et 280 jours il est aussi le plus vieux joueur de l'histoire de Tottenham.
En décembre 2012, il prolonge son contrat avec Tottenham jusqu'en juin 2014.
Le 9 juin 2014, il prolonge son contrat avec Tottenham d'un an, suivi d'un rôle d'ambassadeur du club, surtout aux États-Unis.
Le 14 mai 2015, il annonce sur le site officiel de Tottenham qu'il prendra sa retraite à la fin de la saison.

### Carrière d'entraîneur
Après sa longue carrière de joueur, Brad Friedel se reconvertit dans l'encadrement. Il connaît sa première expérience d'entraîneur le 5 janvier 2016 lorsqu'il est nommé sélectionneur de l'équipe nationale des États-Unis des moins de 19 ans. Dans le même temps, il occupe le poste de sélectionneur adjoint à Tab Ramos avec l'équipe des moins de 20 ans et remporte le championnat de la CONCACAF de la catégorie en 2017.
Le 9 novembre 2017, il devient officiellement le nouvel entraîneur du Revolution de la Nouvelle-Angleterre, succédant à Jay Heaps à la tête de la franchise de MLS. Il est licencié début mai 2019.

## Palmarès

### En club
- Galatasaray SK
  - Vainqueur de la Coupe de Turquie : 1996
- Blackburn Rovers
  - Vainqueur de la Coupe de la Ligue d'Angleterre : 2002
- Aston Villa
  - Finaliste de la Coupe de la Ligue d'Angleterre : 2010

- Tottenham Hotspur
  - Finaliste de la Coupe de la Ligue d'Angleterre : 2015

### En sélection
- États-Unis
  - Troisième de la Coupe des confédérations : 1999

### Individuel
- Trophée Hermann 1992
- Gardien de l'année de MLS : 1997